# دنتن (نبراسکا)
دنتن(به انگلیسی: Denton) شهری در ایالت نبراسکا کشور ایالات متحده آمریکا است که جمعیت آن در سرشماری سال ۲۰۱۰ میلادی، ۱۹۰ نفر بوده‌است.